# Sodhiana
Sodhiana is een geslacht van kreeftachtigen uit de klasse van de Malacostraca (hogere kreeftachtigen).

## Soorten
- Sodhiana afghaniensis (Pretzmann, 1963)
- Sodhiana blanfordi (Alcock, 1909)
- Sodhiana iranica Sharifian, Kamrani & Sharifian, 2014
- Sodhiana rokitanskyi (Pretzmann, 1971)